# Urracá
Urracá  è un comune (corregimiento) della Repubblica di Panama situato nel distretto di Santiago, provincia di Veraguas. Si estende su una superficie di 62,1 km² e conta una popolazione di 1.399 abitanti (censimento 2010).